# Episodi di Mostri contro alieni
La prima stagione della serie a cartoni animati Mostri contro alieni viene trasmessa in prima visione assoluta dal canale statunitense Nickelodeon a partire dal 23 marzo 2013.
In Italia i primi 13 episodi della prima stagione vengono trasmessi su Nickelodeon dal 18 novembre 2013. I rimanenti 13 episodi vanno in onda dal 14 al 18 aprile 2014.
| nº    | Titolo originale                       | Titolo italiano                             | Prima TV USA                  | Prima TV Italia  |
| ----- | -------------------------------------- | ------------------------------------------- | ----------------------------- | ---------------- |
| 1-2   | Welcome to Area Fifty-Something        | Benvenuti all'area cinquanta-qualcosa       | 23 marzo 2013                 | 18 novembre 2013 |
| 3     | Danger Wears a Diaper                  | Il pericolo porta il pannolino              | 13 aprile 2013                | 19 novembre 2013 |
| 4     | The Toy From Another World             | L'orsetto alieno                            | 13 aprile 2013                | 19 novembre 2013 |
| 5     | The Bath Effect                        | Il bagno della discordia                    | 20 aprile 2013                | 20 novembre 2013 |
| 6     | The Fruit of All Evil                  | Il frutto del male                          | 20 aprile 2013                | 20 novembre 2013 |
| 7     | Frenemy Mine                           | Amiconi                                     | 27 aprile 2013                | 21 novembre 2013 |
| 8     | Maximum B.O.B.                         | Clone Bob                                   | 27 aprile 2013                | 21 novembre 2013 |
| 9     | It Came... on a Field Trip             | Il piccolo alieno in gita                   | 4 maggio 2013                 | 22 novembre 2013 |
| 10    | Educational Television                 | La televisione educativa                    | 4 maggio 2013                 | 22 novembre 2013 |
| 11    | Flipped Out                            | Fuori controllo                             | 11 maggio 2013                | 23 novembre 2013 |
| 12    | The Wormhole Has Turned!               | Problemi di trasporto                       | 11 maggio 2013                | 23 novembre 2013 |
| 13    | The Two Faces of Dr. Cockroach         | I due volti di Scarafaggio                  | 18 maggio 2013                | 24 novembre 2013 |
| 14    | The Thing with One Brain               | Un cervello per Bob                         | 1º giugno 2013                | 24 novembre 2013 |
| 15    | Night of the Living Dog                | La notte dei cani viventi                   | 8 giugno 2013                 | 24 novembre 2013 |
| 16    | Attack of the Movie Night!             | La serata film                              | 15 giugno 2013                | 24 novembre 2013 |
| 17    | 98 Pound Cockroach                     | Mutazioni secondarie                        | 22 giugno 2013                | 27 novembre 2013 |
| 18    | When Nature Shrieks                    | Il richiamo della natura                    | 29 giugno 2013                | 27 novembre 2013 |
| 19-20 | Vornicarn                              | Vornicarn                                   | 14 settembre 2013             | 30 novembre 2013 |
| 21    | It Got Out of Hand                     | È sfuggito di mano                          | 28 settembre 2013             | 29 novembre 2013 |
| 22    | The Sound of Fear                      | Il suono della paura                        | 28 settembre 2013             | 29 novembre 2013 |
| 23    | The Sorry Syndrome                     | La sindrome delle scuse                     | 5 ottobre 2013                | 2 dicembre 2013  |
| 24    | Speak Not the Q Word                   | La parola con la Q                          | 5 ottobre 2013                | 2 dicembre 2013  |
| 25    | Screaming Your Calls                   | Il telefono intelligente                    | 12 ottobre 2013               | 28 novembre 2013 |
| 26    | The Time-Out That Wouldn't End         | La punizione infinita                       | 12 ottobre 2013               | 28 novembre 2013 |
| 27    | Curse of the Man-Beast                 | La maledizione dell'Uomo-Bestia             | 19 ottobre 2013               | 16 aprile 2014   |
| 28    | It Came From Level Z                   | Ordine e disordine                          | 19 ottobre 2013               | 16 aprile 2014   |
| 29    | Number Seven!                          | Emergenza toilette                          | 26 ottobre 2013               | 15 aprile 2014   |
| 30    | The Friend Who Wasn't There            | Un profumo speciale                         | 26 ottobre 2013               | 15 aprile 2014   |
| 31    | Driven to Madness                      | Il brivido della velocità                   | 2 novembre 2013               | 14 aprile 2014   |
| 32    | The Beast From 20,000 Gallons          | Il meteorite                                | 2 novembre 2013               | 14 aprile 2014   |
| 33    | The Sneezing Horror                    | Lo starnuto dell'orrore                     | 9 novembre 2013               | 15 aprile 2014   |
| 34    | Prisoner of the Dark Dimension         | Prigioniero della Dimensione Oscura         | 9 novembre 2013               | 15 aprile 2014   |
| 35    | I Predict Horror                       | Il Predittatore                             | 16 novembre 2013              | 15 aprile 2014   |
| 36    | Destroy Chickie D!                     | Distruggere Galletto D                      | 16 novembre 2013              | 15 aprile 2014   |
| 37    | The Mystery of Dr. Cutter              | Il mistero della dottoressa Cutter          | 23 novembre 2013              | 16 aprile 2014   |
| 38    | The Partymobile That Invaded Earth     | Il disco-party volante che invase la Terra  | 23 novembre 2013              | 16 aprile 2014   |
| 39    | Ginormicat!                            | Ginormigatto                                | 30 novembre 2013              | 16 aprile 2014   |
| 40    | My Monster, My Master                  | La dottrina di Bob                          | 30 novembre 2013              | 16 aprile 2014   |
| 41    | It Came From Channel 5                 | La minaccia viene da Channel 5              | 7 dicembre 2013               | 14 aprile 2014   |
| 42    | It Ruled With an Iron Fist             | Comanda Codice-Bot 9000                     | 7 dicembre 2013               | 14 aprile 2014   |
| 43    | This Ball Must Be Dodged               | Una palla da schivare                       | rowspan="2" \| 4 gennaio 2014 | 17 aprile 2014   |
| 44    | It Spoke With Authority                | Una fragranza pericolosa                    | rowspan="2" \| 4 gennaio 2014 | 17 aprile 2014   |
| 45    | Debtor Alive!                          | Creditore vivo o morto!                     | 18 gennaio 2014               | 17 aprile 2014   |
| 46    | The Grade that Wouldn't Pass!          | Punteggio perfetto                          | 18 gennaio 2014               | 17 aprile 2014   |
| 47    | You Can't Breathe in a Diner in Space! | La tavola calda sulla luna                  | 25 gennaio 2014               | 17 aprile 2014   |
| 48    | Race to the End...Zone!                | Il ritorno della dottoressa Cutter          | 25 gennaio 2014               | 17 aprile 2014   |
| 49    | When Luck Runs Out                     | Una serie di sfortunati eventi              | 1º febbraio 2014              | 18 aprile 2014   |
| 50    | That Which Cannot Be Unseen            | Non guardare in quella stanza               | 1º febbraio 2014              | 18 aprile 2014   |
| 51    | Bride of the Internet                  | La moglie di Internet                       | 8 febbraio 2014               | 18 aprile 2014   |
| 52    | The Invisible Threat (Also Silent)     | La minaccia invisibile (e anche silenziosa) | 8 febbraio 2014               | 18 aprile 2014   |